# Baranówka (Rzeszów)
Baranówka – jedna z największych części Rzeszowa, dzielnica niestanowiąca jednostki pomocniczej gminy, ulokowana na terenach pól uprawnych zachodniej części dawnej wsi Staromieście, a także na obrzeżach Ruskiej Wsi. Nazwa obszaru powstała na początku XVIII w. i pochodzi prawdopodobnie od nazwiska miejscowego dzierżawcy lub gospodarza Barana lub Baranowskiego. Dominuje tu zabudowa wielorodzinna (bloki).
Na terenach Baranówki ustanowiono dwa samorządne osiedla: 
- Osiedle Generała Władysława Andersa (składające się z osiedli zwanych zwyczajowo: Baranówka I, Baranówka II i Baranówka III)
- Osiedle Baranówka (składające się z osiedla zwanego zwyczajowo Baranówka IV)

Plany dzielnicy mieszkaniowej w tym rejonie istniały już w roku 1938. Zamiast obecnej „Baranówki IV” na północ od rzeczki Przyrwa przewidywano wtedy zasadzenie  na południowych stokach dzielnicy dużego kompleksu leśnego, oddzielającego zabudowę dzielnicy Baranówka od planowanej północnej obwodnicy Rzeszowa (i istniejącej linii kolejowej na Kraków), która (do dziś niezrealizowana) miała i ma nadal przebiegać w rejonie obecnej ulicy Miłocińskiej.
Jednak pierwsze osiedla mieszkaniowe powstały w tej dzielnicy dopiero w latach 60. XX wieku – zabudowania przy ulicy Broniewskiego, Spiechowicza, Okulickiego. Ta część zwyczajowo nazywana jest przez mieszkańców jako „Baranówka I” oraz „Baranówka II”.
Kolejne osiedla powstały w latach 70. przy ulicach Ofiar Katynia i Mikołajczyka (wtedy ulice Waryńskiego i Bojanowskiego) – to tzw. „Baranówka III”. Obecnie obszar Baranówki I, II, III to osiedla im. gen. Andersa. W latach 80. wobec dostępności uzbrojenia terenu dzielnicę rozbudowano na północ, rezygnując z lasu miejskiego i powstało duże osiedle zwane „Baranówką IV” ulokowane przy ulicach Starzyńskiego, Osmeckiego, Miłocińskiej oraz Obrońców Poczty Gdańskiej.
Istnieje jeszcze tzw. „Baranówka IVB”,czyli osiedle zbudowane na zachód od ul. Obrońców Poczty Gdańskiej (ul. Raginisa, Ślusarczyka, Prymasa 1000-lecia, Kolbego). To osiedle wciąż jest rozbudowywane. Dalej przy ulicy Tarnowskiej jest budowane osiedle domów jednorodzinnych.